# 世界ボクシング評議会
世界ボクシング評議会（せかいボクシングひょうぎかい、英: World Boxing Council）は、プロボクシングの世界王座認定団体。1963年にWBA（世界ボクシング協会）内の機構として設立。本部はメキシコのメキシコシティ。加盟国は160か国を超え、主要4団体で最多。通称、WBC。

## 歴史
1963年2月14日に世界ボクシング協会（WBA）、ヨーロッパボクシング連合（EBU）、英国ボクシング管理委員会（BBBofC）、ラテンアメリカプロボクシング連合（LAPBU）、東洋ボクシング連盟（OBF）が対等の立場で討議する機関として設立。メキシコ・ボクシングコミッショナーのルイス・スポタが初代会長に就任した。
1965年10月19日に会長国であるメキシコがWBAを脱退。カルロス・オルチス対イスマエル・ラグナ、ニノ・ベンベヌチ対サンドロ・マジンギの直接の再戦をWBAが許可したことに抗議。
1966年8月27日のWBC総会で独自のルールおよび世界ランキングの設置を発表。10ラウンド制、12ラウンド制、15ラウンド制のいずれでも可能であった世界タイトル戦のラウンド数を15ラウンド制に限定。これにより、WBAから完全に分裂。
1968年8月28日にフィリピンのボクシングコミッショナーであるハスティアノ・モンタノ・ジュニアが、WBA内の議決権がアメリカ合衆国の州コミッションとその他の国のコミッションが同じ一票であることを批判して、フィリピンのWBA脱退を宣言。同年9月にモンタノが第2代WBC会長に就任。以降、世界王者のWBA、WBC分立が加速する。
1987年ごろから反アパルトヘイト色を強め、南アフリカ国籍の選手および南アフリカで試合をしたすべての選手をランキングから除外した。リッキー・パーキーやマイク・ウィーバーらがその犠牲となり、ジュニアライト級1位のマリオ・マルチネスは南アフリカの選手と対戦契約を結んだだけでランクから外された。
2003年にグラシアノ・ロッシジャーニ（ドイツ）から不当にライトヘビー級の世界王座を剥奪したとして、3100万ドル（約34億円）の損害賠償を命じられる。その後も支払い命令の無効を求めたが認められず、ロッシジャーニとの和解交渉も不調に終わる。日本の民事再生法に相当する連邦倒産法第11章の適用申請（後に取り下げ）。2004年6月14日に連邦倒産法第7章（会社清算）の適用を申請。組織の存続を念頭に置かない破産の手続きに入る。この際、ホセ・スライマン会長がWBCのウェブサイト上で声明を発表（後に破産手続き中止）。同年8月に和解が成立。この騒動はWBC権威の低下をもたらし、WBOなどが主要団体の1つになるきっかけとなった。
2018年3月17日にWBCが認定した世界タイトルマッチの2000試合目としてWBC世界スーパーライト級王座決定戦が行われた。試合はホセ・カルロス・ラミレスが勝利し、同級王座を獲得。

## ルール
- フリーノックダウン制（レフェリーが「試合続行不能」と判断しない限り、1ラウンド中何度ダウンしても試合続行）。
- ノックダウンした選手はゴングに救われない（ダウンのカウント中に3分を経過してもカウント続行。10カウント以内に立ち上がって試合続行に応じられない場合はノックアウトが成立する）。なお、以前は最終回のみゴングに救われていた。
- バッティングによる負傷があった場合、偶然の場合は1点、故意の場合は2点、負傷していない方から減点される。
- 偶然のバッティングによる負傷で試合続行不可能となった場合、4回終了までは引き分け。5回以降は試合をストップしたラウンドを含めたそれまでの採点（負傷判定）で勝敗を決定。
- 2006年より「オープン・スコアリング・システム（公開採点制度）」を採用。4回と8回（女子は7回）を終了した時点でそれまでの採点を公表する。
- どちらかに10点満点をつけるテン・ポイント・マスト・システム（10点法）。
- 各ラウンドの判定は極力差を付ける日本で言うところの「ラウンド・マスト・システム」。ただしWBAほど厳格ではない。
- インターバルでの電解質飲料（いわゆるスポーツドリンク）の使用はスーパーバイザーとコミッションの許可が下りれば認められる[12]。

## 王座

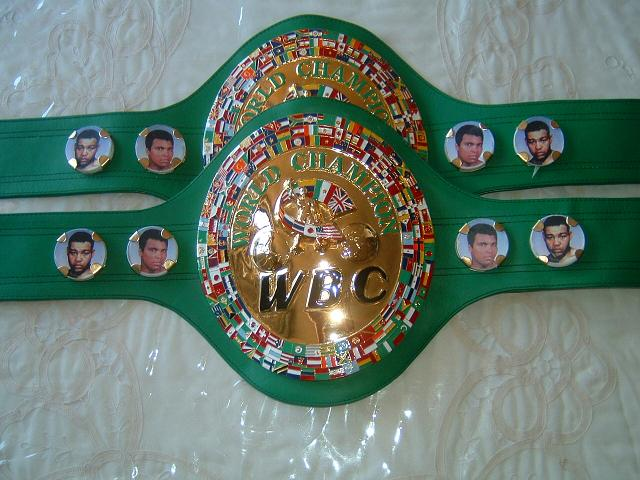
WBCのチャンピオンベルト

### 世界王座（男子）
世界選手権、王座決定戦（王座が空位の場合）、もしくは王座統一戦（暫定王者との対戦）の勝者。チャンピオンベルトが与えられる。王座獲得から一定期間防衛戦を行わなかった場合、暫定王者（次項）が別途認定される。防衛戦に応じることが出来る状態になれば暫定王者との王座決定戦が義務付けられるが、次項に示すような問題を内包している。

### 暫定世界王座
王者が怪我等の理由で期限内に防衛戦が不可能になった際に用いられる王座。世界ランキング上位の選手同士で争われる、暫定王座決定戦の勝者が認定される。暫定王座に就いた選手は世界王座と同等の権威を持ち、防衛戦も可能だが、世界王者が復帰した際には統一戦を行わなければならない。ただし、この暫定王座の基準も曖昧で、世界王者が防衛戦の期限内で防衛戦を行わない時に、王者に何の告知もなく勝手に暫定王座を認めたり、同じクラスの正王者と暫定王者が統一戦を行わずにそれぞれ防衛戦をしたり、と問題も多い。なお、この暫定王座はWBA、IBF、WBOにも存在していて、同じような問題が発生している。WBCでは後述するシルバー王座の制定により暫定王座はより厳格なものになった。

### シルバー王座
2010年3月に暫定王座に替わるタイトルとして、同年11月にメキシコで開催予定のWBC総会で「WBCシルバー王座」（WBC Silver Championship）の創設を発表。王者には、通常の世界王座のベルトをベースに、バックル部が金色ではなく銀色のシルバーベルトが贈呈される。暫定王者とは異なり、シルバー王者のWBCランクが維持される。

### ムエタイ世界王座
2005年2月24日に会長のホセ・スライマン、副会長ゴーウィット・パッグディープーム（タイ）とタイ・スポーツ局長サンティパープ・テーチャワーニットの間でWBCムエタイの発足を発表し、ムエタイの標準ルールに基づく運営をするなどの内容の覚書が作成され署名された。同年9月9日に香港で行われたムエタイの興業で中国人散打選手であるタイガー・チャン（張慶軍/中国）がマレック・“ザ・ジェット”・ボグスウィッツ（イギリス）に勝利し、初のムエタイ王者（WBCムエタイインターナショナルヘビー級）となった。
2025年現在、世界105か国が加盟。日本支部である「WBCムエタイジャパン」は2025年8月に本部からの依頼によりコミッション機能を変更する運びとなり、藤原敏男が会長に就任。併せてランキング委員会、チャンピオンシップ委員会およびリングオフィシャル委員会を発足した。

### 女子世界王座
2005年6月7日に女子16階級の世界ランキングを10位まで発表。スーパーバンタム級のジャッキー・ナバ（メキシコ）が初の女子世界王者に認定された。同年11月7日にWBC女子世界ストロー級初代王座決定戦がタイで行われ、日本人女子プロボクサー菊地奈々子がノンマイ・ソーシリパン（タイ/同級3位）をTKO（7R 0:50）で下し、同級初代王者および日本人女子プロボクサーによる初のWBC女子世界王座獲得となった。

### ダイヤモンド王座
2009年8月に「WBCダイヤモンド王座」の創設を発表。初のダイヤモンド王者となったマニー・パッキャオには、通常の世界王座のベルトをベースに、18カラットの金、861個のダイヤモンド、221個のエメラルド、6個のルビー、180個のスワロフスキー・クリスタル・ガラスなどの宝石が埋め込まれた特製のチャンピオンベルトが贈呈された。ベルトを覆う革にはフェラーリ社製のものが使われる。創設の際に行われた投票では、理事会の全員が賛成。翌9月には、メキシコシティのCorona Auditoriumで行われた記者会見で、WBC会長が実際に贈呈するベルトを披露した。

### 名誉チャンピオン
各階級の現役王者あるいは過去の王者のうち、この競技において特別な威信、信望、才能を持ち、不朽の財産を残した者を名誉王者 (Emeritus Champion) として認定する事ができ、理事会の3分の2以上の賛成票により可決する。これはWBCが授与する最高の栄誉とされ、移譲することのできない終身タイトルである。これまでにエリック・モラレス、ビタリ・クリチコ、フロイド・メイウェザー・ジュニア、ルービン・カーター、西岡利晃、袴田巌らが認定されている。

### フランチャイズ王座
2019年6月、「WBCフランチャイズ王座」（WBC Franchise Championship）の創設を発表。防衛戦の期限や他団体のタイトルも同時に保持できる特権があり、これまでにサウル・アルバレス、ワシル・ロマチェンコ、テオフィモ・ロペス、ファン・フランシスコ・エストラーダが認定されている。

### その他
- インターナショナル王座

挑戦資格がない16位から30位までの選手（および例外としてWBC加盟各国の国内王者）で争われる準王座。これを獲得していると、世界ランカーと同じ資格を得られて 世界挑戦資格が得られる。
- アメリカ大陸王座（Continental Americas）

- ユース王座（Youth）

原則21歳以下のボクサーが挑戦可能とされている。
- ムンドヒスパノ王座（Mundo Hispano）

カリブ海地域を含む中南米地域を対象とした地域タイトル
- 全アフリカ世界王座（All Africa World Championships）

アフリカ系の人種のみ挑戦可能。ホープ用のタイトルのため、現役チャンピオンは挑戦できない。
- 全アジア世界王座（All Asian World Championships）

アジア系の人種のみ挑戦可能。ホープ用のタイトルのため、現役チャンピオンは挑戦できない。
- 全ラテンアメリカ世界王座（All Latin American World Championships）

ラテンアメリカ系の人種のみ挑戦可能。ホープ用のタイトルのため、現役チャンピオンは挑戦できない。

## 歴代WBC会長
2014年1月16日にホセ・スライマンが82歳で死去。2月11日にメキシコシティで行われた会長選挙で、ホセの四男であり前事務局長であるマウリシオ・スライマンが満票（26票）を集め、新会長に選出された。
|   | 名前                             | 国籍       | 在任期間               |
| - | -------------------------------- | ---------- | ---------------------- |
| 1 | ルイス・スポタ                   | メキシコ   | 1963年2月 - 1968年9月  |
| 2 | ハスティアノ・モンタノ・ジュニア | フィリピン | 1968年9月 - 1971年6月  |
| 3 | ラモン・ベラスケス               | メキシコ   | 1971年6月 - 1975年12月 |
| 4 | ホセ・スレイマン                 | メキシコ   | 1975年12月 - 2014年1月 |
| 5 | マウリシオ・スレイマン           | メキシコ   | 2014年2月 -            |

## 歴代WBC事務局長
|   | 名前                   | 国籍           | 在任期間             |
| - | ---------------------- | -------------- | -------------------- |
| 1 | ラモン・ベラスケス     | メキシコ       | 1963年2月-           |
|   | ロドリゴ・サルード     | フィリピン     | -1971年6月           |
|   | ホセ・スレイマン       | メキシコ       | 1971年6月-1975年12月 |
|   | マウリシオ・スレイマン | メキシコ       | -2014年2月           |
|   | ロバート・レンハート   | アメリカ合衆国 | –                    |

## JBCとの関係
1963年2月の設立と同時に、日本ボクシングコミッション(JBC)は、東洋ボクシング連盟(OBF)を通じてWBCに加盟しており、良好な関係を保っていた。しかし1966年8月27日のWBC総会で、独自のルールと、初のWBC世界ランキングを発表して、WBAから完全に分裂したことから、1966年9月27日にJBCは、WBC世界ランキングを認めないと発表した。よって今後はWBC単独認定の世界戦を認めないとした。（実際に関光徳や花形進、ファイティング原田が海外でWBC単独認定王座に挑戦した際、たとえ王座を奪取してもJBCでは王者と認めないという達しが出ていた。）
しかし、ジョニー・ファメション vs.原田戦が、挑戦者の原田がダウンを連続して奪い、優勢に見えた試合だったにもかかわらず、判定負けとされた（※しかも、最初は引き分け宣告をリング上で行いながら、リングを降りるとすぐに、チャンピオンの判定勝ち防衛に変更するという不可解なもの。）こと、原田の（欧米人以外では初の）3階級制覇のかかった試合であったことから、当時の世論が沸騰、JBCはWBCを認めて原田の国内での再戦を認めろ、との意見が強まり、世論と業界の事情に押される形で、JBCもファメションvs.原田の再戦の日本での開催を認めざるをえなくなった。（当初JBCはWBC単独認定王者を認めない立場から当時のWBA王者の西城正三へのターゲット変更を模索したが、西城は日本テレビ専属・原田はフジテレビ専属のため交渉がまとまらなかった。）
結果、JBCは、なしくずし的にWBC世界ランキングを認めることになった。
この非認定期間を挟んで、1963年2月14日から1966年9月26日までの間と、ファメション対原田の第2戦が開催された1970年1月6日以降から2013年3月31日までの間を合わせて、日本はWBAとWBCと世界王座認定団体を2団体承認するという形が通算46年間以上続いた。
分立団体としてJBCに承認されて初めてWBC王座を獲得したのは、1970年4月5日にWBC世界ジュニアライト級王座に就いた沼田義明である。
2011年には東北地方太平洋沖地震による震災被害からの日本復興支援として、マイク・タイソン、オスカー・デ・ラ・ホーヤ、マニー・パッキャオなど過去から当時に至るまでの世界王者十数名からサイン入りグローブやトランクスを集め、これに地震による電力不安の影響で東京から神戸へ会場が変更された4月8日開催のトリプル世界戦に出場の6選手から提供されたグッズを併せてJBCに託した。それらは日本の主なボクシング会場に展示の後、JBCが慈善オークションにかけることとなり、同トリプル世界戦の調印式冒頭では、会長の息子で立会人を務める副会長のマウリシオ・スライマンが、この興行は日本を勇気づけるだろうと挨拶した後、日本語で「WBCは世界のボクシング界の人々とともに、日本と一緒に戦います。ガンバレ、ニッポン」と激励メッセージを送った。同年6月のJBC事務局長更迭に伴う混乱のため、この慈善オークションは大幅に遅れ、2012年1月24日から3月11日までの7週間、Yahoo!オークションにて開催された。

## 下部組織
WBAのPABA、NABAなどの組織は完全なWBAの下部組織であるが、WBCの下部組織は元々存在するコミッション同士が集まり、自分たちで結成した組織である。
- 北米ボクシング連盟（NABF）
- ヨーロッパボクシング連合（EBU）
- 東洋太平洋ボクシング連盟（OPBF）
- アジアボクシング評議会（ABCO）
- アフリカンボクシング連合（ABU）
- 南米ボクシング連盟（FESUBOX）
- 中央アメリカボクシング連盟（FECARBOX）
- カリブボクシング連盟（CABOFE）
- 独立国家共同体およびスロベニアボクシング事務局（CISBB）
- スペイン語圏ボクシング協会：参加団体であって下部組織ではない
- WBCムエタイ：ムエタイの王座を認定する団体。並立団体であり、下部組織ではない。独立した会長もいる。

### 団体
- 世界ボクシング協会（WBA）
- 国際ボクシング連盟（IBF）
- 世界ボクシング機構（WBO）
- Comosa（WBSS）

### 王者一覧表
- 世界ボクシング評議会(WBC)世界王者一覧
- 世界ボクシング評議会女子世界王者一覧

#### WBCムエタイ
- 世界ボクシング評議会ムエタイ世界王者一覧
- 世界ボクシング評議会ムエタイ女子世界王者一覧
- 世界ボクシング評議会ムエタイ・ダイヤモンド王者一覧
- 世界ボクシング評議会ムエタイ・女子ダイヤモンド王者一覧
- 世界ボクシング評議会ムエタイ・インターナショナル王者一覧
- 世界ボクシング評議会ムエタイ・女子インターナショナル王者一覧
- 世界ボクシング評議会ムエタイ・インターナショナルチャレンジ勝者一覧
- 世界ボクシング評議会ムエタイ・女子インターナショナルチャレンジ勝者一覧
- 世界ボクシング評議会ムエタイ日本統一王者一覧